# Svetlana Velmar-Janković
Svetlana Velmar-Janković (serbisch-kyrillisch Светлана Велмар-Јанковић; * 1. Februar 1933 in Belgrad; † 9. April 2014 ebenda) war eine jugoslawische bzw. serbische Journalistin und Schriftstellerin. Sie zählte zu den einflussreichsten serbischen Autorinnen ihrer Zeit.

## Werdegang
Während des Studiums begann die Tochter des Autors Vladimir Velmar-Janković (1895–1976) als Journalistin zu arbeiten. 1959 erhielt sie im Belgrader Verlag Prosveta eine Anstellung als Lektorin für zeitgenössische jugoslawische Prosa und Essaysammlungen. Nach einer Tätigkeit als Lektorin und Herausgeberin im Verlag wurde Velmar-Janković 1971 Mitglied des Verlagsvorstandes, seit 1989 war sie als freie Schriftstellerin tätig. 
Der 1990 in Jugoslawien veröffentlichte Roman „Lagum“ thematisiert die politischen Umwälzungen in den 1940er Jahren in Belgrad und die Veränderungen in der Bevölkerung unter den neuen Verhältnissen (2003 in deutscher Sprache). Im Mittelpunkt des Textes steht das Leben der  achtzigjährigen Milica Pavlović, die sich an die Umbrüche in Jugoslawien während des Zweiten Weltkriegs erinnert. Velmar-Janković schrieb mit Unterbrechungen fast 20 Jahre an diesem Roman und verwarf zahlreiche Versionen, bevor sie ihn Ende der 1980er-Jahre abschloss. In „Lagum“ nimmt Velmar-Janković nicht nur Bezug auf reale politische Persönlichkeiten der Nachkriegszeit, sondern anhand der Figur eines Professors auch auf das Leben ihres Vaters Vladimir Velmar-Janković. Dieser war während der deutschen Besetzung Serbiens Anfang der 1940er Jahre Mitglied einer serbischen Kollaborationsregierung unter Milan Aćimović. Er setzte sich gegen Ende des Zweiten Weltkriegs nach Italien ab, um einer Verurteilung wegen Kollaboration zu entgehen. Die Reflexion dieser Vorfälle machte „Lagum“ zu ihrem persönlichsten Roman.
Bis 2003 war sie Mitglied der Komisije za istinu i pomirenje (Kommission für Wahrheit und Versöhnung). Zuletzt lebte Velmar-Janković in Belgrad – der Stadt, die im Mittelpunkt der meisten ihrer Publikationen steht.

## Auszeichnungen
Für ihr Schaffen erhielt sie unter anderem den NIN-Literaturpreis und den Literaturpreis des Politikin zabavnik.

## Veröffentlichungen
Ihre Arbeiten wurden im Verlag Stubovi kulture in Belgrad veröffentlicht und ins Englische, Französische, Spanische, Italienische, Bulgarische, Koreanische und Ungarische übersetzt.
- Ožiljak (1956)
- Savremenici (Prosveta, Belgrad 1967), Isidora-Sekulić-Preis
- Dorcol (1981)
- Lagum (1990), dt.: Lagum. Roman. Aus dem Serbischen von Mirjana und Klaus Wittmann. Frankfurt am Main: Edition Büchergilde, 2003.
- Ukletnici (1993)
- Vracar (1994)
- Knez Mihailo (1994)
- Bezdno (1995)
- Glasovi (1997)
- Knjiga za Marka (1998)
- Svetilnik (1998)
- Nigdina (2000)
- Žezlo (2001)
- Prozraci (2003)
- Ocarane naocari (2006)